# Enrique Villanueva

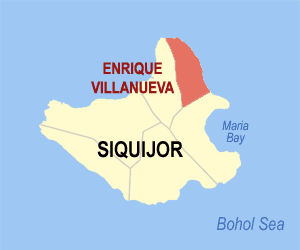
Bản đồ Siquijor với vị trí của Enrique Villanueva

Enrique Villanueva là một đô thị hạng 6 ở tỉnh Siquijor, Philippines. Theo điều tra dân số năm 2000, đô thị này có dân số 5.364 người trong 1.170 hộ.

## Barangay
Enrique Villanueva được chia thành 14 barangay.
- Balolong
- Bino-ongan
- Bitaug
- Bolot
- Camogao
- Cangmangki
- Libo
- Lomangcapan
- Lotloton
- Manan-ao
- Olave
- Parian
- Poblacion
- Tulapos